# Бальтцер, Руслан Валентинович
Русла́н Валенти́нович Ба́льтцер (латыш. Ruslans V. Balttser; род. 28 марта 1972, Рига, Латвийская ССР, СССР) — российский кинорежиссёр и сценарист. Автор фильмов «Даже не думай!», «Даже не думай 2: Тень независимости» и других молодёжных комедий, удачно окупившихся в кинопрокате.

## Биография
Руслан Бальтцер родился в Риге в 1972 году (согласно другим источникам — в городе Клайпеда, Литовская ССР, однако в интервью Бальтцер говорит о том, что он уроженец Риги). 

Имеет 4 неоконченных высших образования: учился на архитектурном факультете Рижского политехнического университета (1989—1992), в Московском институте культуры (2000—2001). 

В Россию приехал вместе с женой (Александрой Большаковой), которая, по его словам, тогда поступала в столичный институт. 

В 2002 году Бальтцер снимает свою дебютную кинокартину — молодёжную комедию «Даже не думай!», которая приносит молодому режиссёру невиданный успех. Через год выходит кинокартина «Тень независимости», сиквел фильма «Даже не думай», который окупился в кинопрокате, но получил смешанную (преимущественно — негативную) критику.
Следующие фильмы Бальтцера не снискали подобного успеха, как «Даже не думай». В 2005 году на экраны вышел кинофильм «Мечтать не вредно», в которой Бальтцер выступил сценаристом. По словам самого Бальтцера, идею фильма «Мечтать не вредно» он придумал ещё задолго до выхода первого фильма, прототипами персонажей будущей комедии оказались бывшие школьные друзья Бальтцера. 

Далее вышла очередная молодёжная комедия «Ненасытные», провалившаяся в кинопрокате в 2006 году. Через год вышел фильм «Дерзкие дни», так же не снискавший успеха. 

В 2010 году выходит фильм «V Центурия: В поисках зачарованных сокровищ», где сам Руслан снялся в эпизодической роли.
В качестве режиссёра снимал клипы музыкальных групп «Танок на майдані Конґо» и «Uma2rman», певца Алексея Воробьёва.

## Награды
- 2004 — КФ «Улыбнись, Россия!» — фильм «Даже не думай»

## Фильмография
| Год  | Фильм                                         | Статус   | Статус    |
| Год  | Фильм                                         | режиссёр | сценарист |
| ---- | --------------------------------------------- | -------- | --------- |
| 2003 | «Даже не думай!»                              | Да       |           |
| 2004 | «Даже не думай 2: Тень независимости»         | Да       | Да        |
| 2005 | «Мечтать не вредно»                           |          | Да        |
| 2006 | «Ненасытные»                                  | Да       | Да        |
| 2007 | «Дерзкие дни»                                 | Да       | Да        |
| 2010 | «V Центурия: В поисках зачарованных сокровищ» | Да       | Да        |
| 2012 | «Забава»                                      | Да       |           |
| 2022 | «Джигалоу»                                    | Да       | Да        |